# Северо-Западная конфедерация
Северо-Западная конфедерация (англ. Northwestern Confederacy) или Северо-Западная индейская конфедерация (англ. Northwestern Indian Confederacy) — альянс индейских племён района Великих озёр, сформировавшийся после окончания Войны за независимость США.

## Состав конфедерации
В альянс входило большинство племён региона, но при этом надо учитывать, что чаще решение о присоединении к конфедерации принимала деревня или община племени, а не всё племя в целом. В состав конфедерации входили следующие племена:
- Веа
- Гуроны
- Делавары
- Иллинойсы
- Ирокезы
- Кикапу
- Верхние крики
- Майами
- Маскутены
- Меномини
- Минго
- Оджибве
- Оттава
- Пианкашо
- Потаватоми
- Сауки
- Фоксы
- Чикамога-чероки[англ.]
- Шауни

## История
В 1764 году несколько членов конфедерации заключили с британской короной Ниагарские договоры. В 1783 году лидеры нескольких индейских племён заключили в Сандаски договор о создании конфедерации и совместном ведении переговоров с властями США. Англичане не присутствовали на совете своих индейских союзников и официально попросили их прекратить нападать на поселения американцев, но при этом послали Джозефа Бранта, вождя мохоков и офицера британской армии, чтобы дать понять, что они поддержат конфедерацию против США.
Соединённым Штатам было невыгодно иметь дело с относительно крепким и монолитным межплеменным союзом. Правительство США не признало индейскую конфедерацию. В 1775 году проамериканские лидеры некоторых племён в форте Макинтош подписали договор, по которому индейцы уступали всю территорию современного штата Огайо американцам. Поскольку они не имели права представлять на этом совете все племена конфедерации, многие индейцы не покинули Огайо. Это вносило разлад в альянс. Несмотря на мирный договор, который был заключён в форте Детройт в 1786 году, захват индейских земель белыми поселенцами продолжился. Воины Северо-Западной индейской конфедерации в ответ на вторжение атаковали поселения американцев, в результате началась Северо-западная индейская война, которая окончилась подписанием Гринвилльского договора.
Деятельность Северо-Западной индейской конфедерации оказала сильное влияние на всю дальнейшую историю американо-индейских отношений.